# 한정현 (비디오 게임 개발자)
한정현(1984년~ )은 대한민국의 비디오 게임 개발자로, 트릭컬 리바이브를 개발한 에피드 게임즈의 사장을 맡고 있다. 

## 경력
2013년 에피드 게임즈를 세운후, 처음에는 게임 퍼블리싱을 하다 게임을 개발하게 되었다. 트릭컬을 시작하고 당일 종료한 결단을 내렸으며, 수도 없이 미친놈이란 소리를 들었지만, 확신이 있었기에 이를 감수하였다고 나중에 회포를 풀었었다.
또한 게임을 부활시키며 한정현 대표가 본격적으로 전면에 나서게 된 것도 재미보단 한 번 죽었던 게임을 살리느라 고생했던 개발진들에 필요 이상의 비난이 가는 것을 막기 위함이었으며, 직원들을 보호하겠다는 마음으로 본격적으로 '광대'가 되기로 했다고 인터뷰에서 말하기도 했다. 이 와중, 자신의 집을 주택담보대출로 잡아 게임 개발비에 보태기도 하였다.